# Draillant
Draillant és un municipi francès situat al departament de l'Alta Savoia i a la regió d'Alvèrnia-Roine-Alps. L'any 2007 tenia 644 habitants.

## Demografia

### Població
El 2007 la població de fet de Draillant era de 644 persones. Hi havia 233 famílies de les quals 42 eren unipersonals (23 homes vivint sols i 19 dones vivint soles), 55 parelles sense fills, 113 parelles amb fills i 23 famílies monoparentals amb fills.
La població ha evolucionat segons el següent gràfic:
Habitants censats

### Habitatges
El 2007 hi havia 293 habitatges, 238 eren l'habitatge principal de la família, 47 eren segones residències i 8 estaven desocupats. 273 eren cases i 18 eren apartaments. Dels 238 habitatges principals, 203 estaven ocupats pels seus propietaris, 31 estaven llogats i ocupats pels llogaters i 4 estaven cedits a títol gratuït; 1 tenia una cambra, 8 en tenien dues, 21 en tenien tres, 83 en tenien quatre i 125 en tenien cinc o més. 222 habitatges disposaven pel capbaix d'una plaça de pàrquing. A 91 habitatges hi havia un automòbil i a 136 n'hi havia dos o més.

## Economia
El 2007 la població en edat de treballar era de 408 persones, 317 eren actives i 91 eren inactives. De les 317 persones actives 305 estaven ocupades (168 homes i 137 dones) i 13 estaven aturades (9 homes i 4 dones). De les 91 persones inactives 28 estaven jubilades, 34 estaven estudiant i 29 estaven classificades com a «altres inactius».

### Ingressos
El 2009 a Draillant hi havia 267 unitats fiscals que integraven 710 persones, la mediana anual d'ingressos fiscals per persona era de 22.306 €.

### Activitats econòmiques
Dels 20 establiments que hi havia el 2007, 7 eren d'empreses de construcció, 4 d'empreses de comerç i reparació d'automòbils, 2 d'empreses d'hostatgeria i restauració, 1 d'una empresa immobiliària, 3 d'empreses de serveis i 3 d'empreses classificades com a «altres activitats de serveis».
Dels 9 establiments de servei als particulars que hi havia el 2009, 1 era un taller de reparació d'automòbils i de material agrícola, 2 paletes, 1 guixaire pintor, 2 fusteries, 1 lampisteria, 1 electricista i 1 perruqueria.
L'únic establiment comercial que hi havia el 2009 era una gran superfície de material de bricolatge.

## Equipaments sanitaris i escolars
El 2009 hi havia una escola elemental.

## Poblacions més properes
El següent diagrama mostra les poblacions més properes.